# Merkurtransit vom 9. Mai 2016

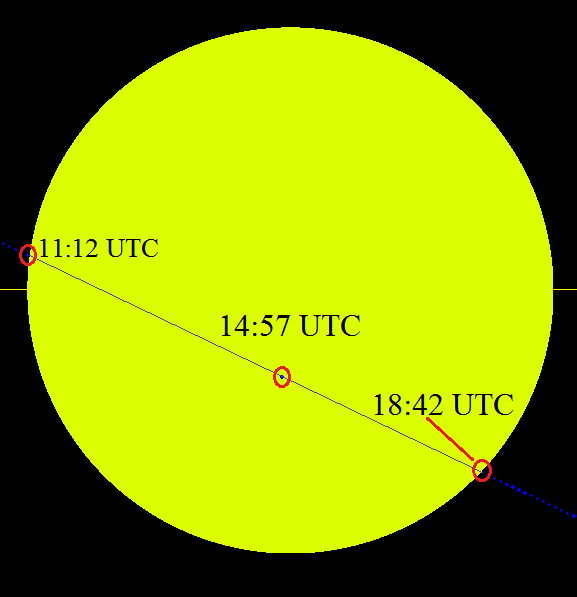
Bahn des Merkur am 9. Mai 2016

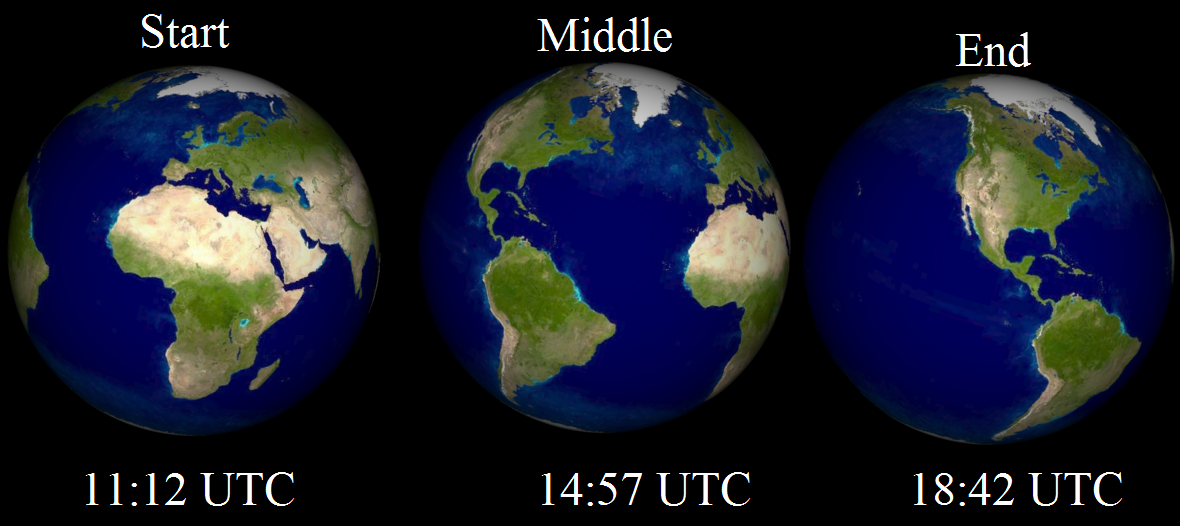
Sichtbarkeit auf der Erde

Bei dem Merkurtransit am 9. Mai 2016 zog der Merkur zwischen 13:11 Uhr MESZ und 20:41 Uhr vor der Sonne vorbei.

## Verlauf
Um 13:11 Uhr MESZ kam es zum ersten Kontakt. Der Merkur zog von links in der Mitte abwärts am Zentrum der Sonne vorbei. Um 16:56 Uhr erreichte der Planet dann den geringsten Abstand zum Zentrum der Sonne. Das Ende des Transits war um 20:41 Uhr. In Nordeuropa erfolgte der Austritt des Merkur kurz vor Sonnenuntergang. In Südeuropa war der Austritt nicht sichtbar, da dort die Sonne vorher unterging.

## Aufnahmen

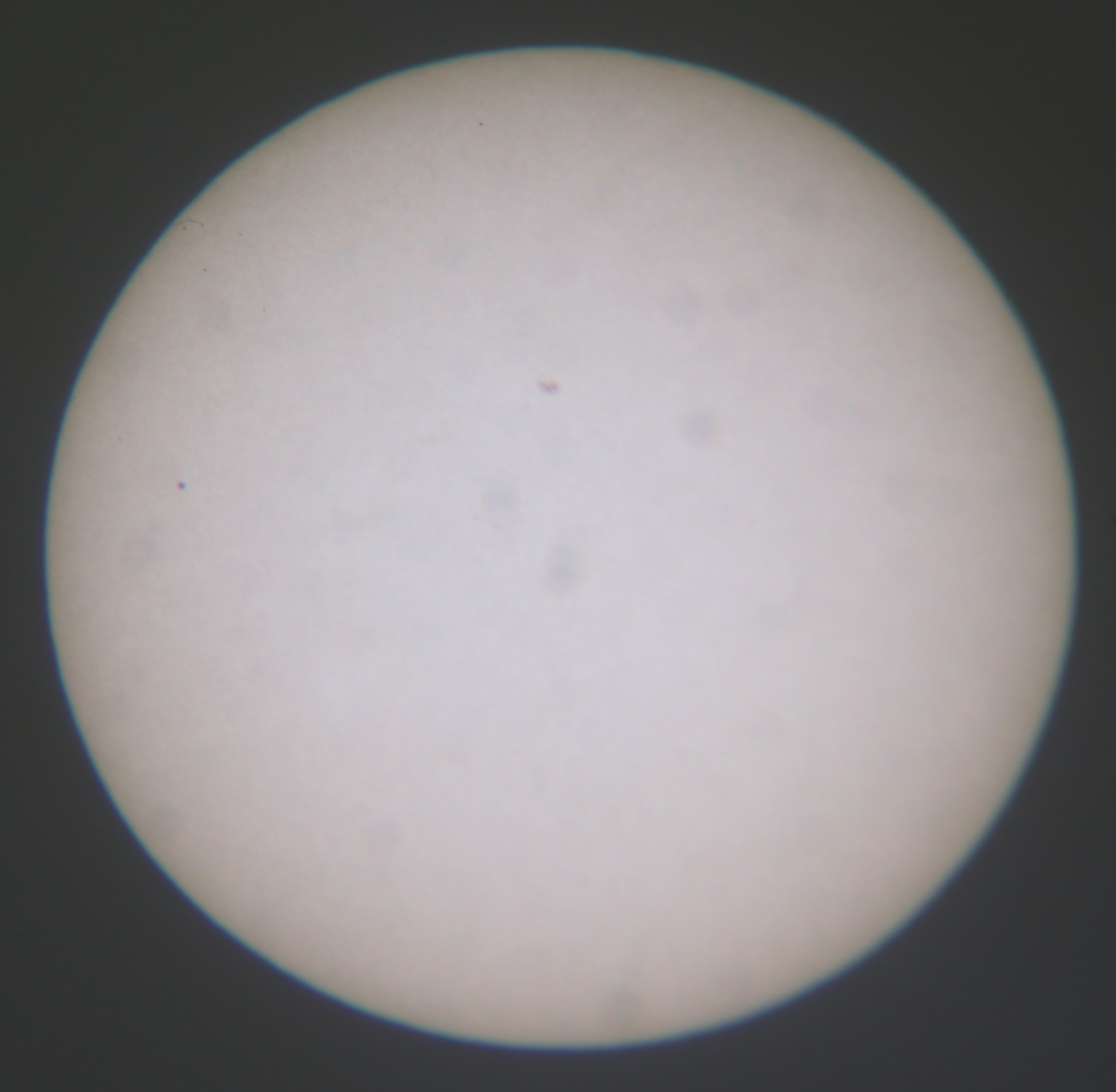
Aufnahme in Stade zu Beginn des Transits
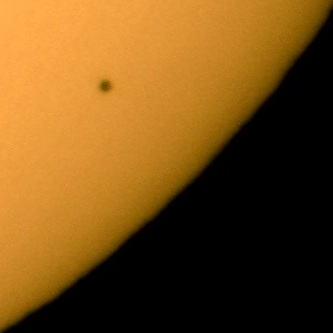
Fotografiert von der Südhalbkugel (Ausschnitt)
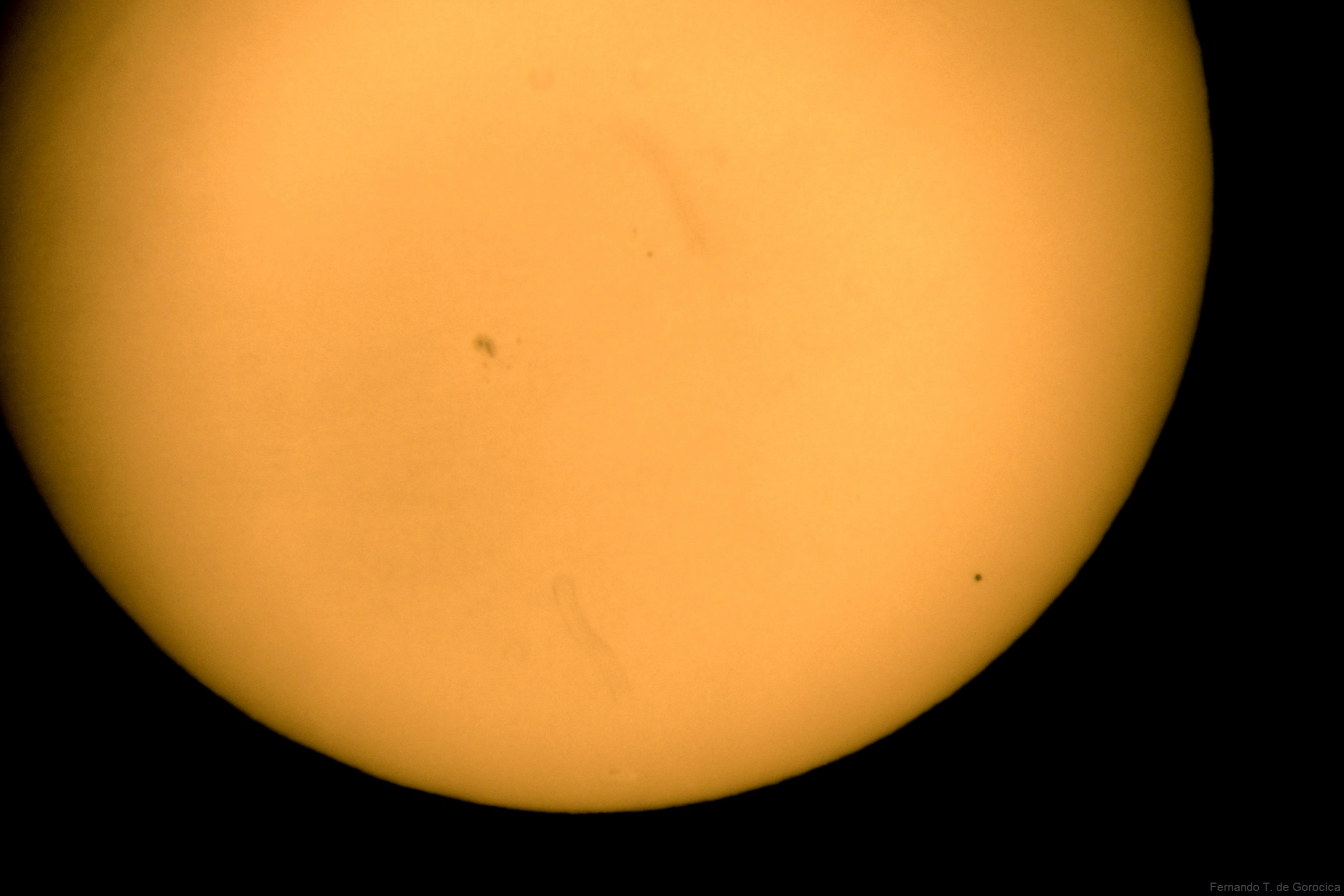
Foto aus Argentinien
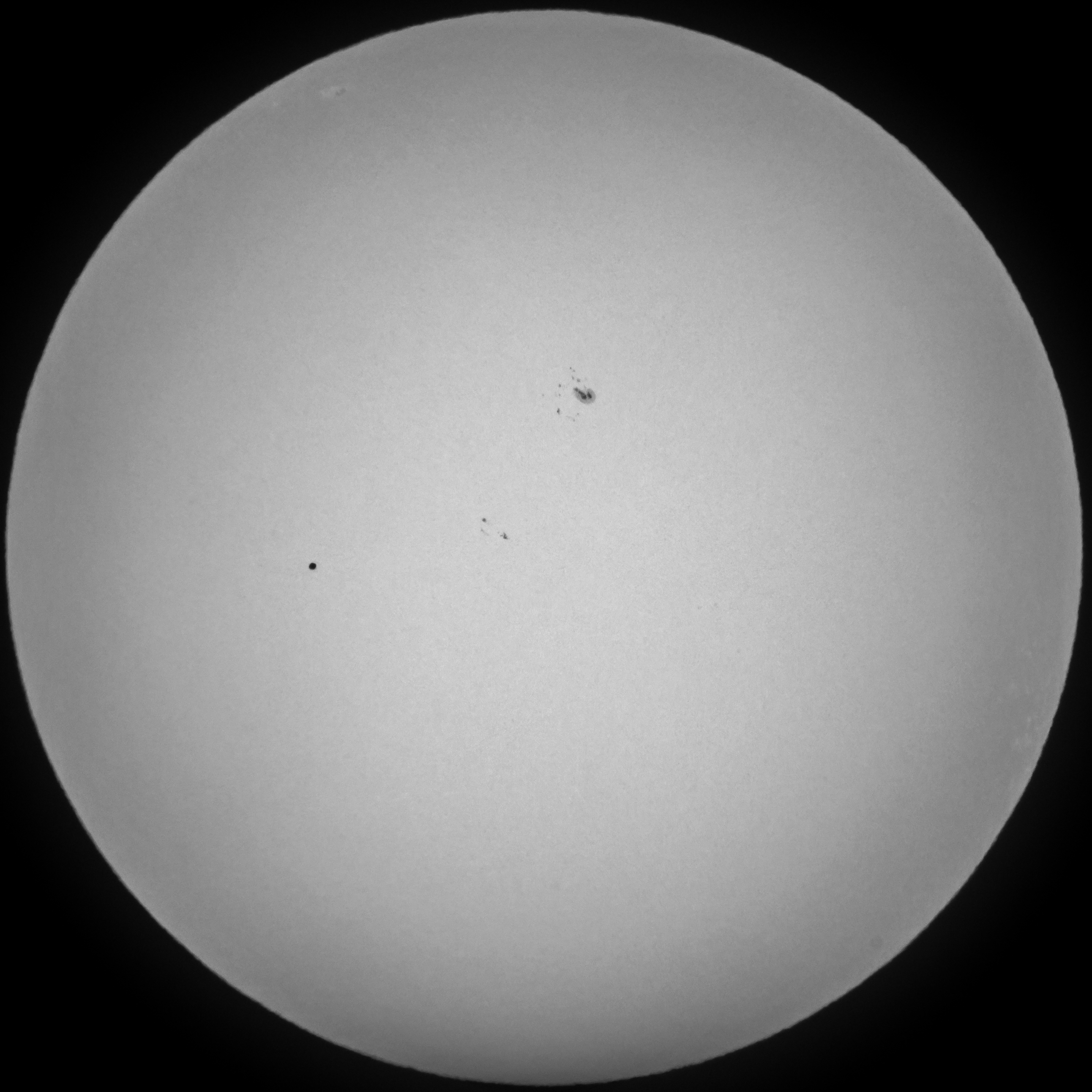
Sonne im Weißlicht, 15:52 Uhr MESZ, gesehen von Süddeutschland
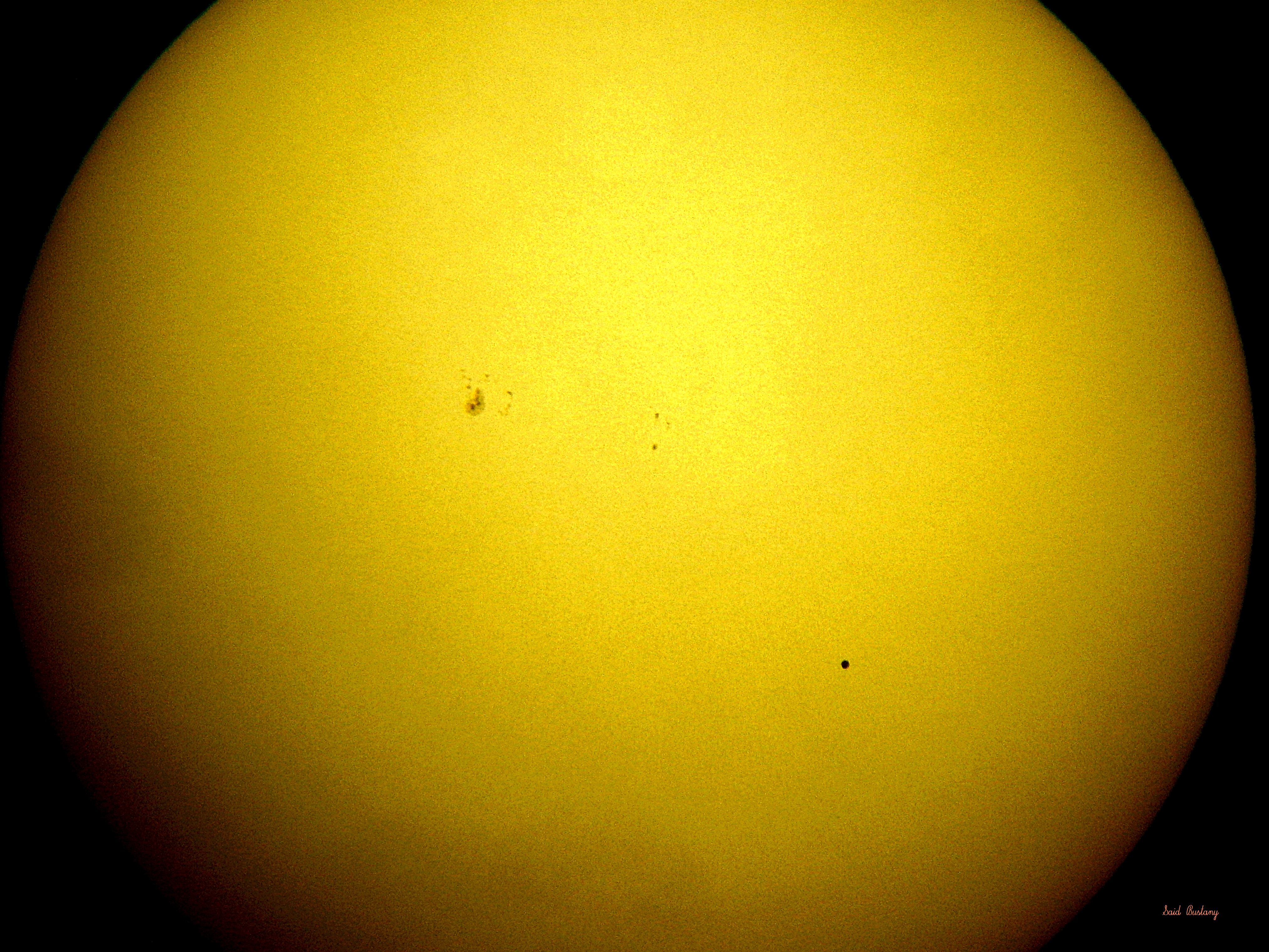
Von Hanau aus um 18:14 MESZ
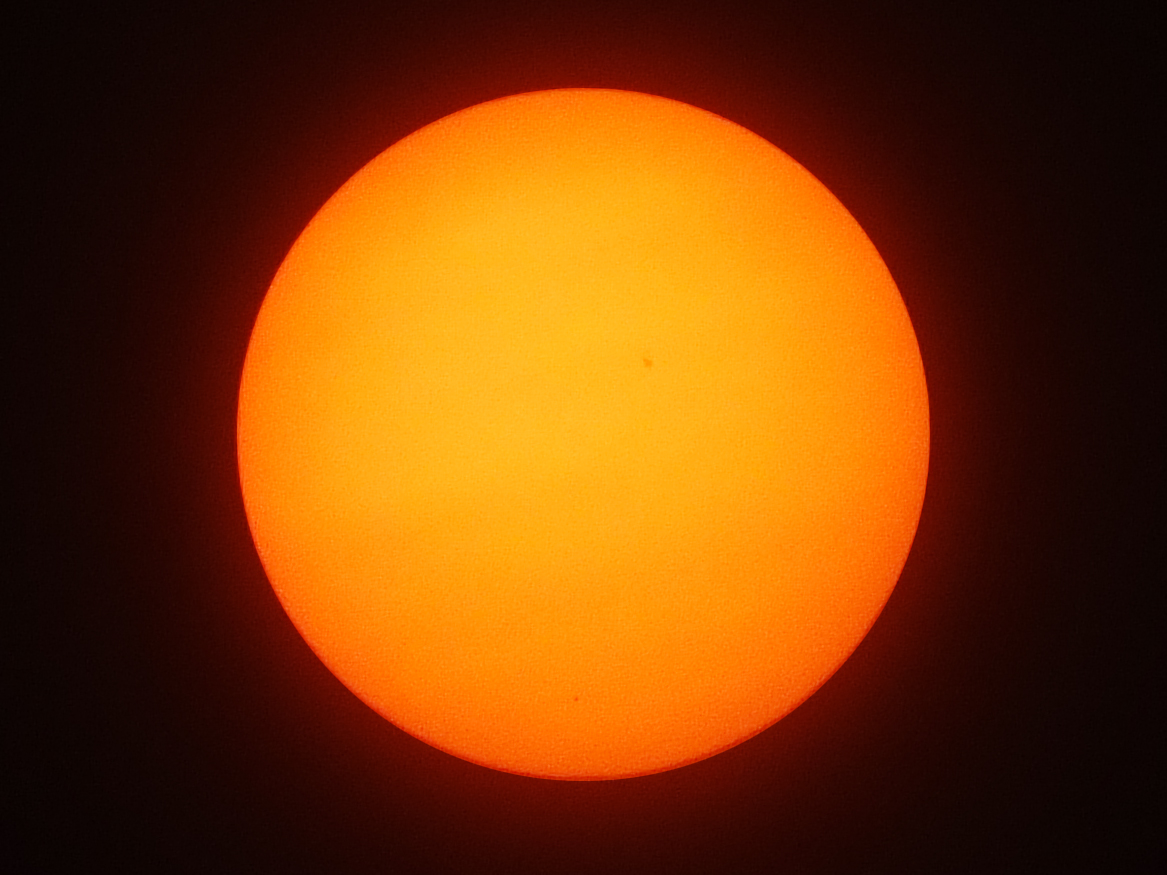
Von Dortmund aus um 18:41 MESZ

## Folgende Merkurtransite
Der nächste Merkurtransit fand am 11. November 2019 statt, der darauffolgende wird am 13. November 2032 stattfinden.